# Lament (Jon Anderson)
Lament is een lied dat werd geschreven door Jon Anderson. Het nummer werd voor het eerst op de plaat gezet door Demis Roussos. Het verscheen op zijn elpee Demis en ook verscheen er nog een versie op de B-kant van een Britse versie van zijn single Follow me. Op de standaardversie was echter Song without end te horen op de B-kant.

## Piet Veerman
In 1991 bracht Piet Veerman een cover van het nummer uit. Zijn single stond negen weken in de Single Top 100. Op de B-kant staat het nummer Fight alone dat hij samen met Bruce Smith en Gerard Stellaard schreef. Bij Veronica kwam het niet verder dan de Tipparade.
Het verscheen ook op het album Future (1991) en het verzamelalbum Sailin' home (Het beste van Piet Veerman) (1996).

## Hitlijst
Nederlandse Nationale Top 100
| Hitnotering: 12-01-1991 t/m 9-3-1991 | Hitnotering: 12-01-1991 t/m 9-3-1991 | Hitnotering: 12-01-1991 t/m 9-3-1991 | Hitnotering: 12-01-1991 t/m 9-3-1991 | Hitnotering: 12-01-1991 t/m 9-3-1991 | Hitnotering: 12-01-1991 t/m 9-3-1991 | Hitnotering: 12-01-1991 t/m 9-3-1991 | Hitnotering: 12-01-1991 t/m 9-3-1991 | Hitnotering: 12-01-1991 t/m 9-3-1991 | Hitnotering: 12-01-1991 t/m 9-3-1991 | Hitnotering: 12-01-1991 t/m 9-3-1991 |
| Week:                                | 1                                    | 2                                    | 3                                    | 4                                    | 5                                    | 6                                    | 7                                    | 8                                    | 9                                    |                                      |
| ------------------------------------ | ------------------------------------ | ------------------------------------ | ------------------------------------ | ------------------------------------ | ------------------------------------ | ------------------------------------ | ------------------------------------ | ------------------------------------ | ------------------------------------ | ------------------------------------ |
| Positie:                             | 94                                   | 73                                   | 51                                   | 39                                   | 32                                   | 30                                   | 41                                   | 55                                   | 85                                   |                                      |